# ヴィルモンブル
ヴィルモンブル （Villemomble）は、フランス、イル＝ド＝フランス地域圏、セーヌ＝サン＝ドニ県のコミューン。

## 地理
ヴィルモンブルはパリ東部約14kmのところにある。アヴロン台地の北にあたる。

## 交通
- 道路 - A103、N302
- 鉄道 - RER E線ル・ランシー-ヴィルモンブル-モンフェルメイユ駅、ガニー駅。トラム4号線コクティエ駅、アレ・ド・ラ・トゥール-ランデヴー駅

## 歴史

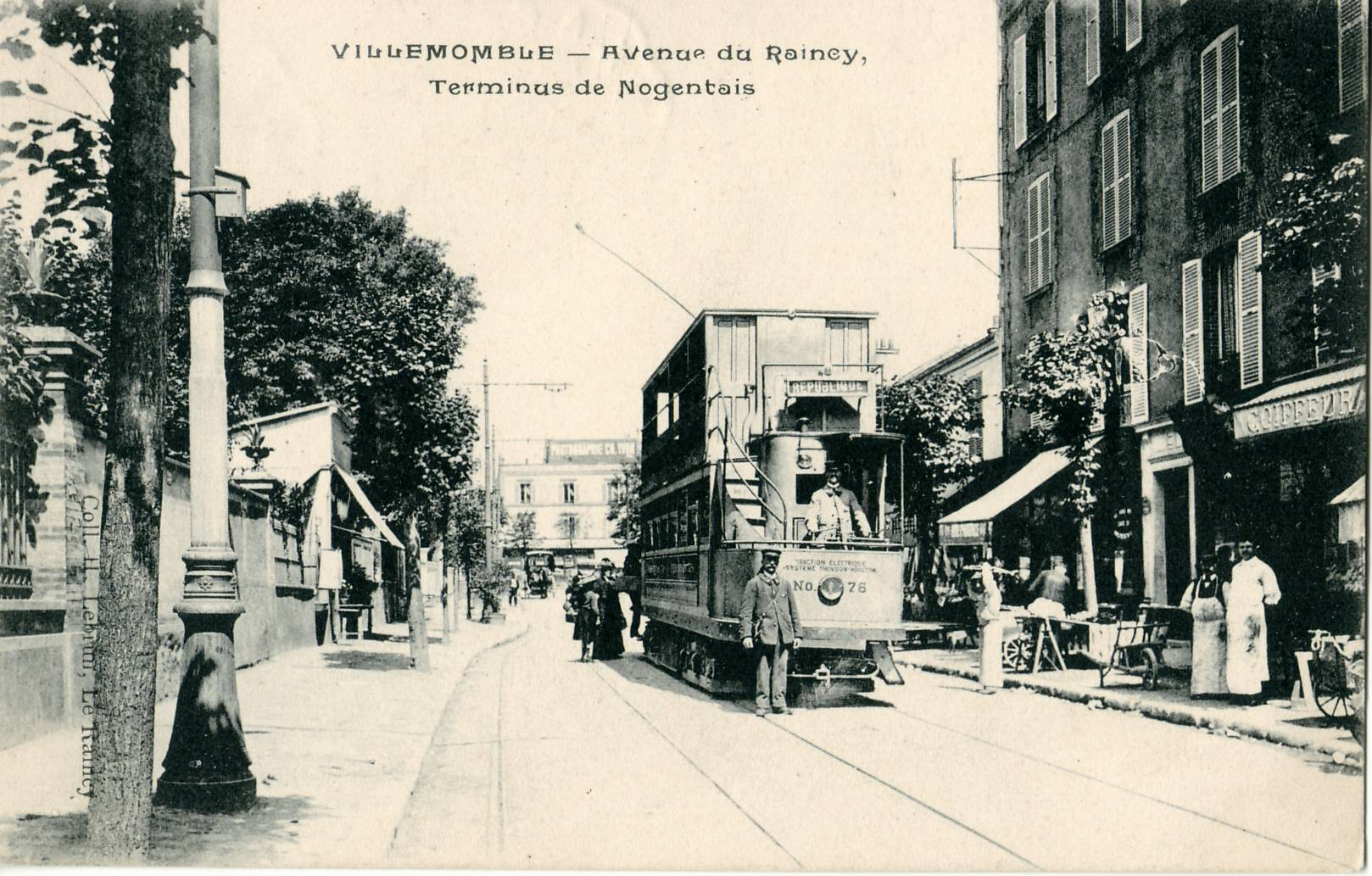
ヴィルモンブルをかつて走っていたノジャンテ鉄道

最古の名はラテン語でvilla mummole、『mummoleの土地』であった（800年頃）。
ヴィルモンブルはかつてマルヌ川の流れていた湿地の多い谷にあった。古いボンディの森に遠くなく、王道が敷かれると次第に人が増え、集落ができた。
最初にヴィッラができたのはダゴベルト1世時代で、パリ伯Mummolusに属した。7世紀からフランス革命まで、ヴィルモンブルは農業の村であった。

## 人口統計
| 1962年 | 1968年 | 1975年 | 1982年 | 1990年 | 1999年 | 2006年 |
| ------ | ------ | ------ | ------ | ------ | ------ | ------ |
| 24 540 | 28 756 | 28 727 | 27 571 | 26 863 | 26 995 | 28 339 |

## 姉妹都市
- ボン・ハルドベルク地区、ドイツ
- ドロイルスデン、イギリス
- ポルティマン、ポルトガル

## 出身者
- ローラン・プティ - バレエダンサー
- マルグリット・ペレー - 物理学者
- ダニエル・ピクリ - 小説家
- ジャン・リヴィエ - 作曲家
- ジブリル・ディアネッシ - サッカー選手